# Дирфилд-Бич

Справа — округ Брауард на карте штата Флорида, слева — город Дирфилд-Бич на карте восточной части округа Брауард.

Дирфилд-Бич (англ. Deerfield Beach) — город-курорт в округе Брауард, штат Флорида, США. Часть метрополитенского района Майами.

## География, транспорт
Дирфилд-Бич находится в северо-восточной части округа Брауард, непосредственно на границе с округом Палм-Бич (на севере). С востока Дирфилд-Бич омывается водами Атлантического океана, со всех же других сторон граничит с населёнными пунктами (с севера на юг, против часовой стрелки): Бока-Ратон, Бока-Дел-Мар, Хилсборо-Ранчес, Помпано-Бич-Хайлендс, Лайтхаус-Пойнт, Хилсборо-Бич. Площадь Дирфилд-Бич составляет 42,1 км², в том числе 3 км² (7,1 %) — открытые водные пространства.
Железнодорожная станция открылась в 1926 году, по данным 2013 года её трафик составил 30 048 человек в день. Через город проходят автодороги I-95, SR 810, SR 811, SR 845, SR 869.

## Климат
Согласно классификации Кёппена, Дирфилд-Бич имеет муссонный климат с жарким летом, частыми грозами и мягкой зимой (температура воздуха ниже 0°С возможна только с конца ноября по начало марта и то не каждый год). Самый жаркий месяц в году — июль со средне-высокой температурой 33,3°С (максимум — 38,3°С, 1981 год), самые прохладные — январь и февраль со средне-низкой температурой по 14,4°С (минимум — −6,1°С в феврале, 1995 год), среднегодовая температура воздуха — 25°С. В среднем за год на город выливается 1457 мм дождя: самый влажный месяц — июнь (186 мм), самый сухой — декабрь (63 мм).

Зона морозостойкости — 10b.

## История
Поселение под названием Хилсборо на месте будущего города было основано в 1890 году. Первыми его жителями стали фермеры, выращивавшие ананасы, помидоры, бобы и кабачки. К 1898 году население Хилсборо составляло 20 человек, 22 июня того же года было открыто почтовое отделение. Посёлок сменил название на Дирфилд в честь многочисленных оленей, обитавших в регионе (Deerfield — рус. Оленье поле). К 1910 году в поселении было 4—5 магазинчиков, две гостиницы и грязная центральная улица шириной меньше трёх метров. 11 июня 1925 года поселение было инкорпорировано под названием Дирфилд и статусом «городок» (англ. town), в том же году в городе открылась первая общественная библиотека. В 1926 году до Дирфилда дотянулась ветка железной дороги, была открыта станция. 12 мая 1939 года название было изменено на Дирфилд-Бич — это было сделано, чтобы дать туристам понять: здесь есть пляж (Beach — рус. Пляж). 13 июня 1945 года Дирфилд-Бич получил статус «город» (city). До конца 1940-х годов Дирфилд-Бич оставался сельскохозяйственным поселением, но потом здесь стало появляться всё больше и больше туристов, что обусловило резкий подъём экономики и увеличение количества жителей. В 1970 году в городе открылась первая старшая школа, в которой по состоянию на 2015 год обучаются около 2400 детей. С 1980 по 1985 год в городе проводился женский теннисный турнир англ. Maybelline Classic.

## Достопримечательности
- Дом Джеймса Д. и Элис Батлер — внесён в Национальный реестр исторических мест США (НРИМ) в 1995 году.
- Старая школа — внесена в НРИМ в 1999 году.
- Железнодорожный музей Южной Флориды
- Дендрарий[англ.] — основан в 1995 году.
- Парк «Тихие во́ды»
- Буддистский храм англ. Tubten Kunga Center — работает с 1994 года.

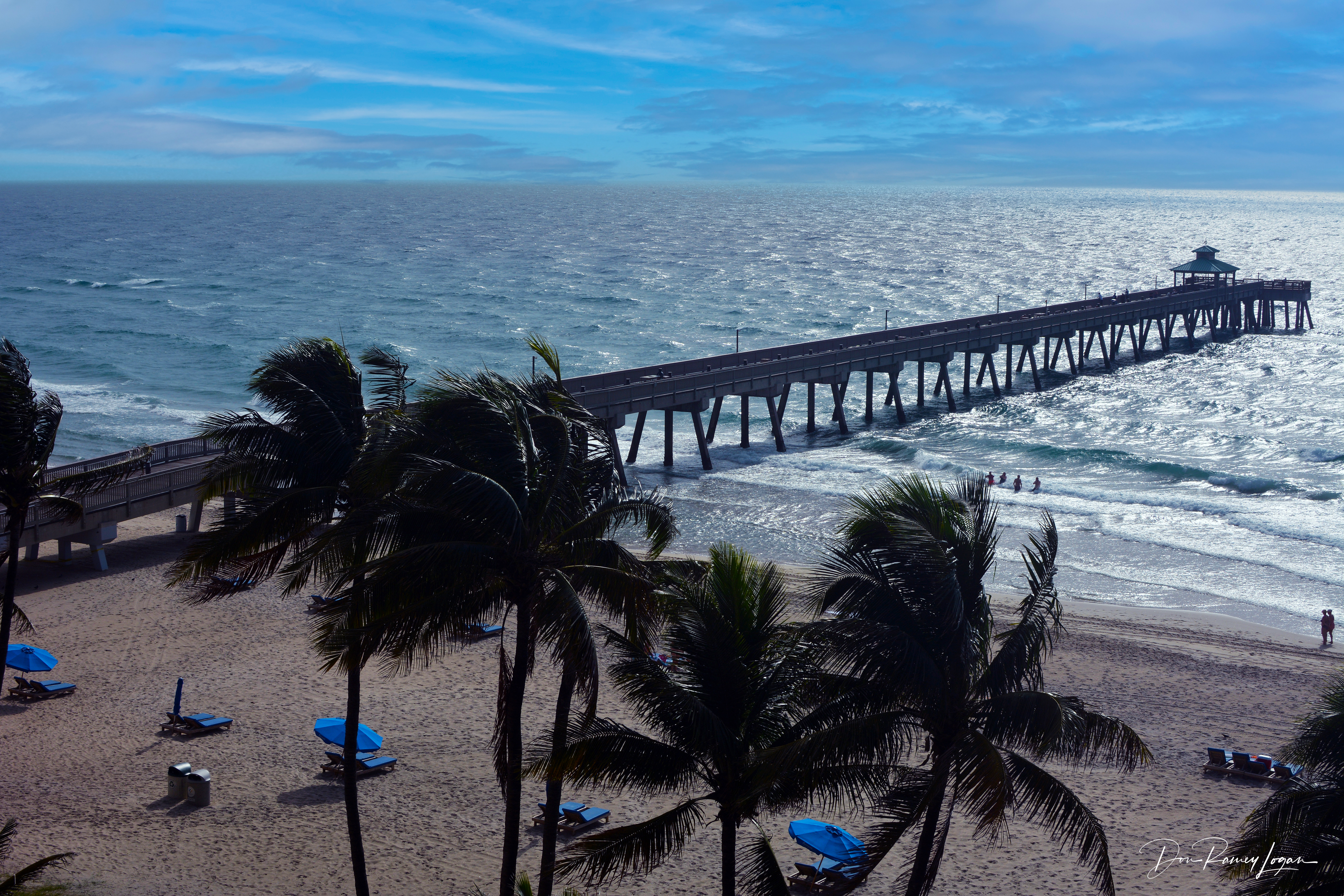
Один из многочисленных пляжей города
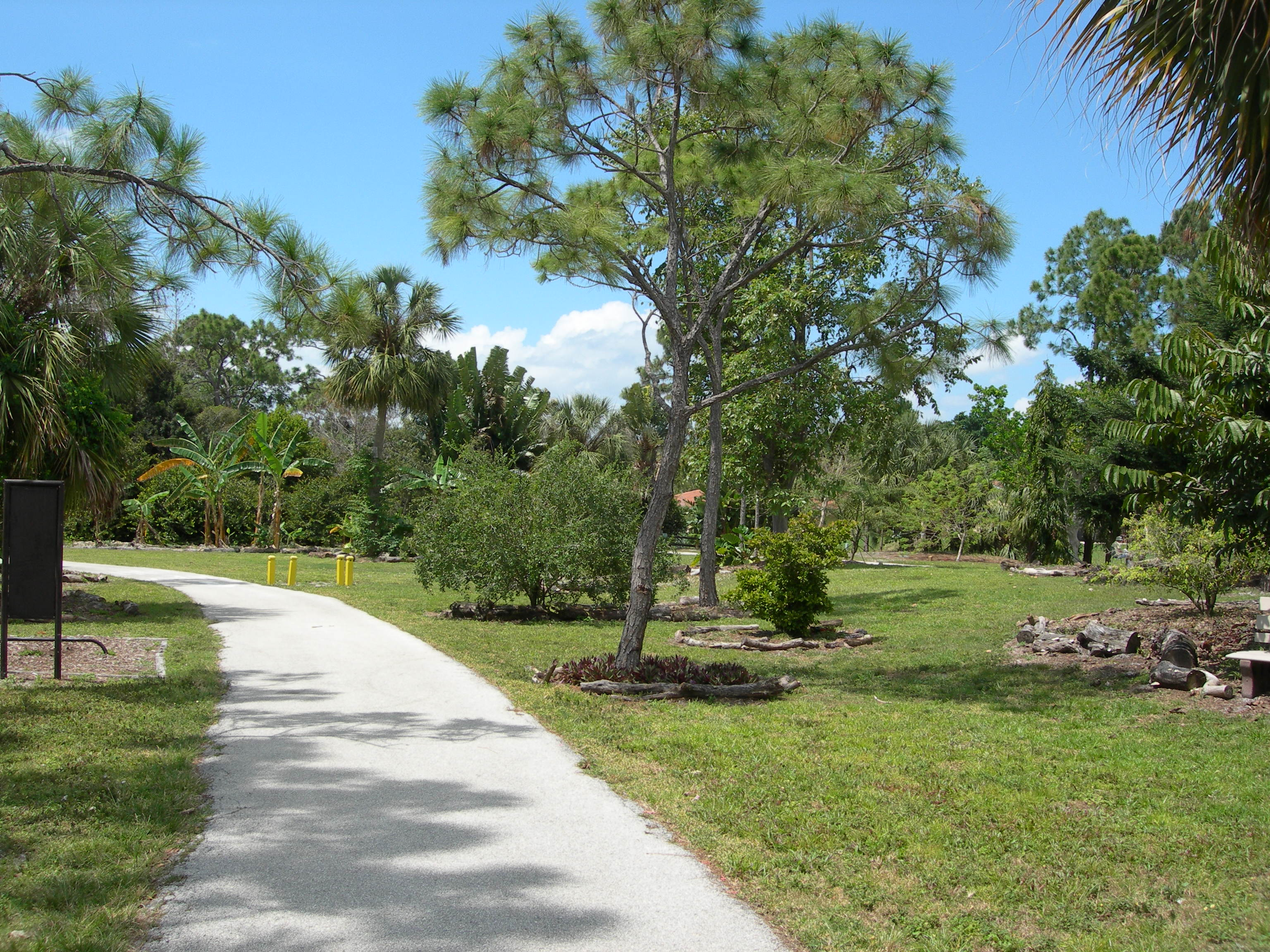
Дендрарий[англ.]
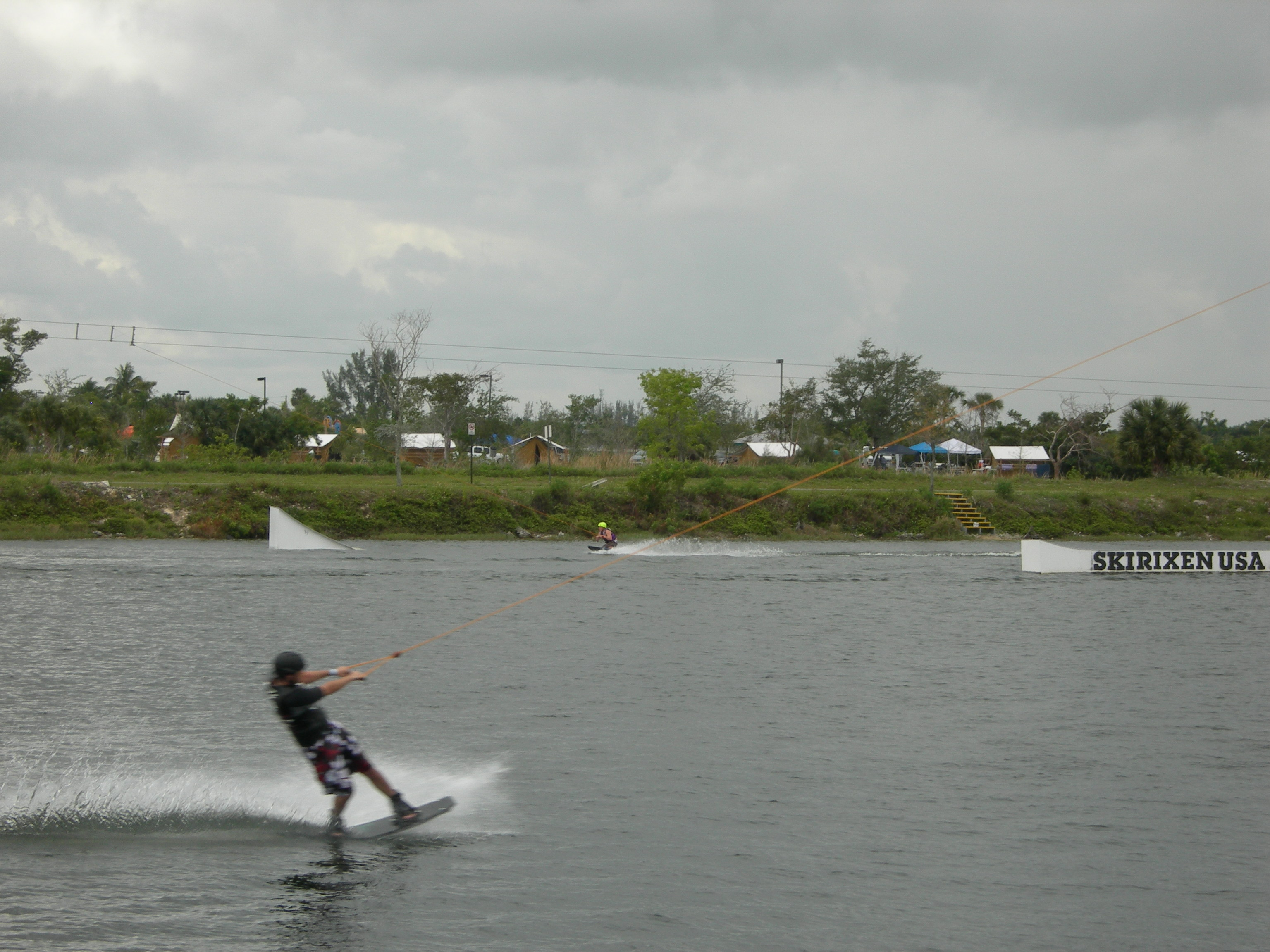
Парк «Тихие во́ды»
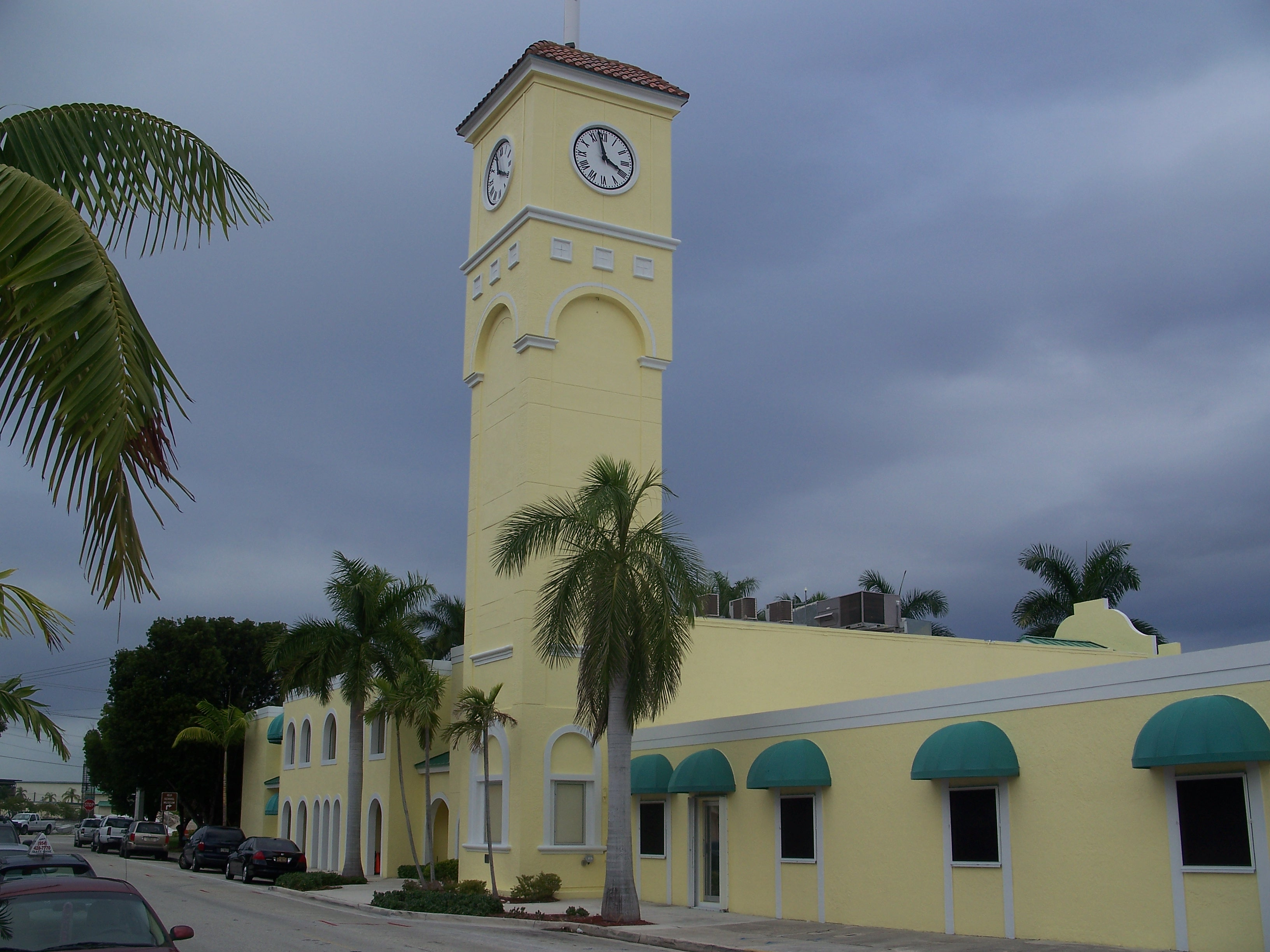
Ратуша
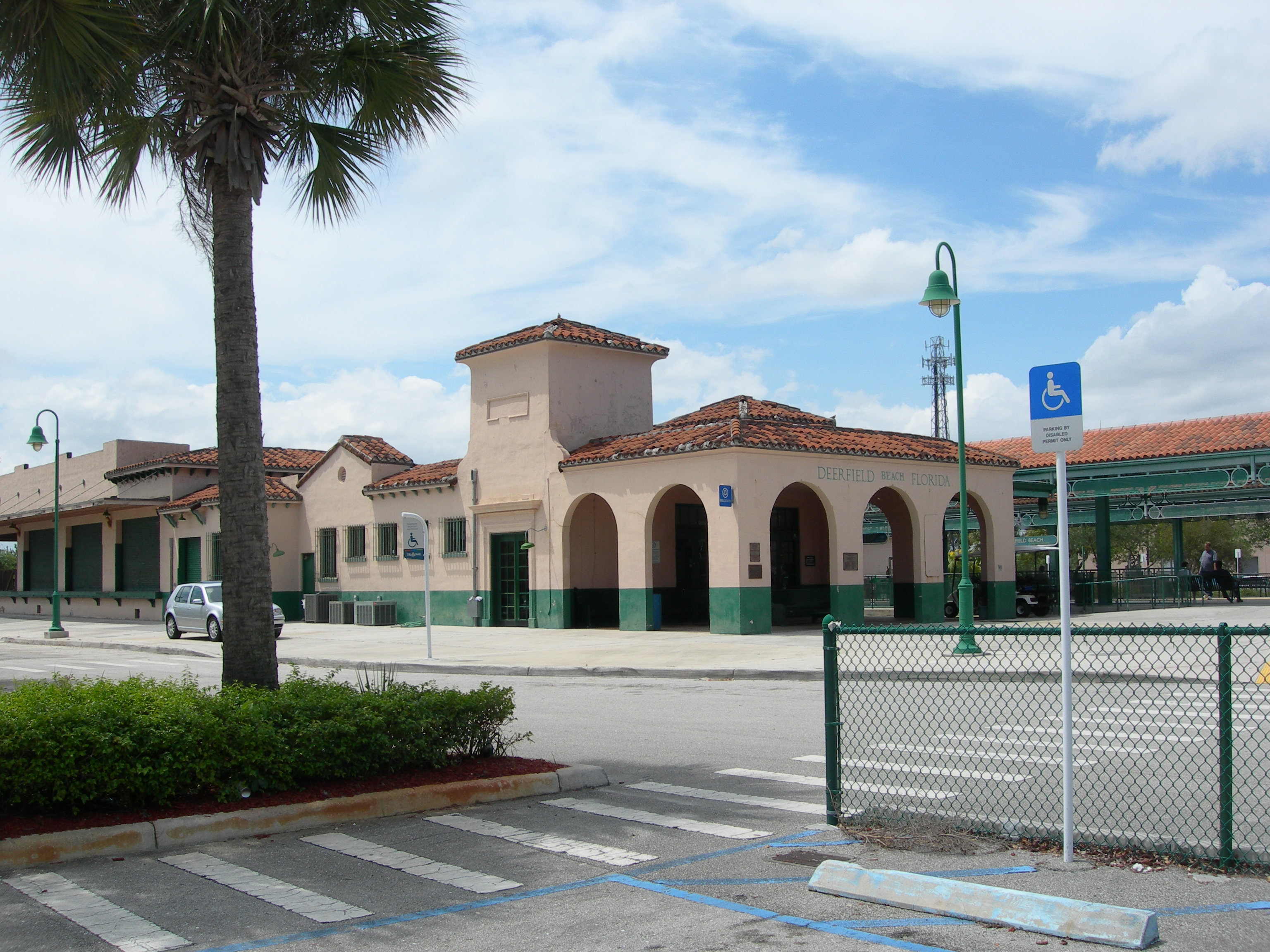
Железнодорожная станция[англ.]
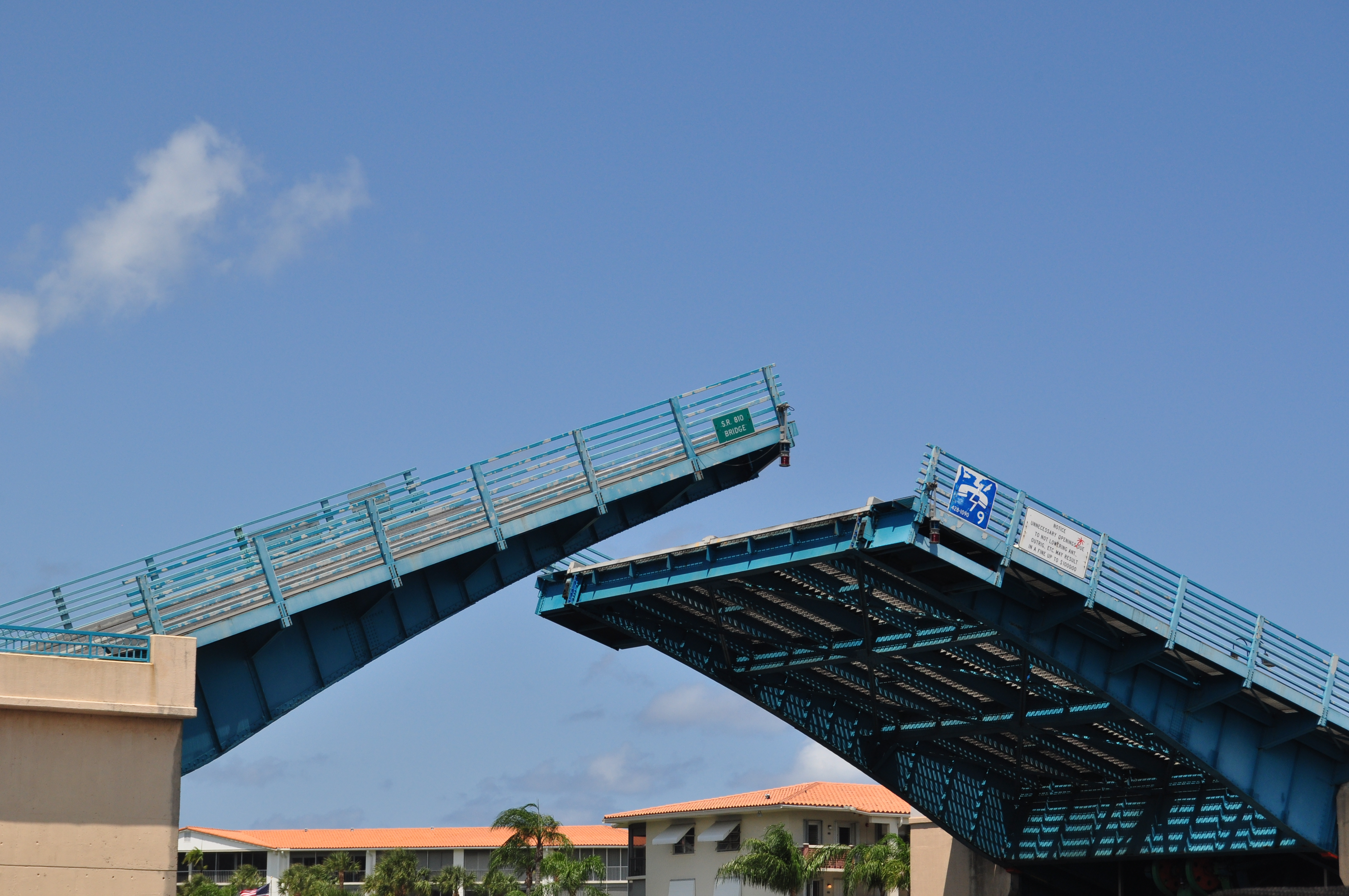
Мост Дж. Д. Батлера

## Демография
На всём протяжении существования города его население неуклонно росло, особенно можно отметить 1950-е года: тогда за десятилетие количество жителей увеличилось более чем в 4,5 раз.
2010 год
По переписи 2010 года в Дирфилд-Бич проживали 75 018 человек, было 42 671 домохозяйство. Расовый состав: белые — 65,77 %, негры и афроамериканцы — 25,62 %, коренные американцы — 0,21 %, азиаты — 1,53 %, уроженцы тихоокеанских островов — 0,03 %, смешанные расы — 2,69 %, прочие расы — 4,14 %, латиноамериканцы (любой расы) — 14,16 %.
2013 год
По оценкам 2013 года в Дирфилд-Бич проживали 78 041 человек: 50,3 % мужского пола и 49,7 % женского. Средний возраст горожанина составлял 43,2 года, при среднем показателе по штату 41,5 года. Средний доход домохозяйства составлял 42 090 долларов в год, при среднем показателе по штату 46 036 долларов; на душу населения — 23 384 доллара в год.

О происхождении своих предков горожане сообщили следующее: Вест-Индия — 11,6 %, итальянцы — 7,9 %, немцы — 7,5 %, ирландцы — 6,8 %, англичане — 4,1 %.

Опрос жителей старше 15 лет показал, что 30,3 % из них не состоят в браке и никогда в нём не были, 43,4 % состоят в браке и живут совместно, 3,3 % состоят в браке, но живут раздельно, 7,5 % вдовствуют и 15,5 % находятся в разводе.

31,8 % горожан были рождены вне США, при среднем показателе по штату 19,4 %.
2014 год
По оценкам 2014 года в Дирфилд-Бич проживали 78 881 человек. По данным на июнь, безработица в городе составила 5 % при среднем показателе по штату 6,3 %.
2020 год
По переписи 2020 года в Дирфилд-Бич проживали 86 859 человек.
2022 год
По оценкам 2022 года в Дирфилд-Бич проживали 86 772 человека.

## Прочие факты
- В Дирфилд-Бич находятся штаб-квартиры компаний Ashbritt[англ.], JM Family Enterprises[англ.], Pizza Fusion[англ.], Southeast Toyota Distributors[англ.][10], Stanton Magnetics[англ.].
- Город-побратим Дирфилд-Бич — Акко (Израиль).
- С 2005 по 2014 год в Дирфилд-Бич проживал некий Джеймс Роберт Джонс (Брюс Уолтер Кейф) — один из 15 самых разыскиваемых людей в США, сбежавший из-под стражи ещё в 1977 году[11].
- В Дирфилд-Бич был убит американский рэпер XXXTentacion. Неизвестный выстрелил в него, когда рэпер возвращался из мотосалона[12].